# 앨버트 푸홀스
호세 알베르토 푸홀스 알칸타라(José Alberto Pujols Alcántara, 1980년 1월 16일 ~ )는 알버트 푸홀스(Albert Pujols)란 이름으로 알려진 도미니카 공화국 출신의 야구 선수이다. 원래는 3루수였고 좌익수를 거쳐 현재는 세인트루이스 카디널스의 1루수이다. 그는 마이너리거 때부터 두각을 나타냈으며 1년 만에 마이너리그 과정을 전부 거치고 2001년 개막전부터 3루수로 선발출장한다. 2001년 데뷔하자마자 3루수로 주로 나와 161경기출장에 OPS 1.013을 기록하며 역대 최고의 데뷔 시즌을 보낸다. 푸홀스는 내셔널리그 신인 최다 홈런, 최다 타점 기록을 모두 갈아치우며 만장일치로 내셔널리그 신인왕을 획득하였다. 10년 남짓한 커리어에 이미 팬들에게 메이저 리그 역대 최고의 우타자로 인정받고 있으며 현지 기자들에게 역대 최고의 선수로 MLB 역사에 남을 수 있다는 평가를 받고 있다.

## 현역 최고의 선수
알버트 푸홀스는 스포팅뉴스가 실시한 스탠 뮤지얼 등 명예의 전당에 이미 입성했거나 주요개인상을 다수 수상한 전설적인 선배선수 100명이 직접 뽑는 최고선수 투표에서 과반수인 55표를 싹쓸이 했다. '다저스의 심장' 토미 라소다로부터 그는 25세를 갓 넘긴 시점에서 클레멘스와 함께 현역 최고 선수로 평가받았으며 동료 메이저리거들로부터도 역시 과반수인 58%의 압도적인 지지를 받으며 투타를 통틀어 메이저 리그 최고의 선수 로 인정받았다.

## MLB 공식기관으로부터의 주요수상
- 2010 내셔널리그 실버슬러거 1루수부문
- 2010 내셔널리그 골드글러브 1루수부문

*2009 내셔널리그 MVP(만장일치)
- 2009 내셔널리그 행크아론상
- 2009 내셔널리그 실버슬러거 1루수부문

*2008 내셔널리그 MVP
- 2008 MLB.COM 올해의 타자상
- 2008 로베르토 클레멘테상 보관됨 2012-05-22 - 웨이백 머신
- 2008 내셔널리그 실버슬러거 1루수부문
- 2006 내셔널리그 골드글러브 1루수부문

*2005 내셔널리그 MVP
*2004 내셔널리그 챔피언십시리즈(NLCS) MVP
- 2004 내셔널리그 실버슬러거 1루수부문
- 2003 MLB.COM 올해의 타자상
- 2003 내셔널리그 실버슬러거 외야수부문
- 2003 내셔널리그 행크아론상
- 2001 내셔널리그 실버슬러거 3루수부문

*2001 내셔널리그 신인왕(만장일치)

## MLB 선수협회부터의 수상
- 2009 선수들의 선택상 올해의 선수상
- 2008 선수들의 선택상 올해의 선수상
- 2006 선수들의 선택상 마빈밀러상
- 2003 선수들의 선택상 올해의 선수상
- 2001 선수들의 선택상 내셔널리그 최우수신인상

## MLB 공식기관으로부터의 기타수상
- 2009 하트 앤 허슬 상
- 2008 오스카 찰스턴상[깨진 링크(과거 내용 찾기)]

## 에피소드
그는 2005년 NLCS 5차전에서 상대팀인 휴스턴 애스트로스의 마무리투수인 브래드 릿지를 상대로 9회초 2아웃에 역전 쓰리런 홈런을 쳐서 시리즈를 6차전까지 끌고 갔다. 당시 최고의 마무리투수 반열에 올랐던 릿지는 이 홈런으로 인해 새가슴이라는 별명을 얻게 될 정도로 긴 슬럼프에 빠졌다. 이 홈런은 2000년대 포스트시즌 최고 플레이(SIGNATURE PLAY 부분) 로 뽑혔다. 푸홀스의 이 홈런은 '역대 리그 챔피언십 사상 가장 극적이었던 것'으로 널리 알려지게 된다.

## 결승홈런
2006년에 카디널스는 마무리 제이슨 이스링하우젠이 부진했고 시즌 말미에 애덤 웨인라이트를 마무리 투수로 임시 기용하는 등 불펜이 매우 불안했다. 결승홈런으로 기록되기 힘든 이런 악조건 속에서도 푸홀스의 49홈런 중 20홈런(약 41%)이 결승홈런으로 기록되었고 결국 푸홀스는 종전에 윌리 메이스가 갖고 있던 19개의 결승홈런을 넘어서는 메이저 리그 역대 단일시즌 최다 결승홈런 기록 보유자가 되었다. 수많은 결승홈런 중 가장 중요한 홈런은 9월 28일 샌디에고와의 홈경기에서 우타킬러 불펜요원이던 클라 메레디쓰를 상대로 때린 대형 역전 쓰리런 홈런이었다. 팀의 7연패를 끊는 이 홈런으로 인해 맹추격하던 휴스턴을 제치고 카디널스는 NL 중부지구 우승을 굳혔고 결국 포스트시즌 진출에 성공해 2006년 우승까지 거머쥘 수 있었다.
그리고 명대사를 남긴다."난 아직 배고프다. 치킨이 먹고싶다."

## 연도별 타격 성적
| 연 도          | 소 속          | 나 이          | 출 장 | 타 석 | 타 수 | 득 점 | 안 타 | 2 루 타 | 3 루 타 | 홈 런 | 타 점 | 도 루 | 도 실 | 볼 넷 | 삼 진 | 타 율 | 출 루 율 | 장 타 율 | O P S | 루 타 | 병 살 타 | 몸 맞 | 희 타 | 희 플 | 고 4 |
| -------------- | -------------- | -------------- | ----- | ----- | ----- | ----- | ----- | ------- | ------- | ----- | ----- | ----- | ----- | ----- | ----- | ----- | -------- | -------- | ----- | ----- | -------- | ----- | ----- | ----- | ---- |
| 2001           | STL            | 21             | 161   | 676   | 590   | 112   | 194   | 47      | 4       | 37    | 130   | 1     | 3     | 69    | 93    | .329  | .403     | .610     | 1.013 | 360   | 21       | 9     | 1     | 7     | 6    |
| 2002           | STL            | 22             | 157   | 675   | 590   | 118   | 185   | 40      | 2       | 34    | 127   | 2     | 4     | 72    | 69    | .314  | .394     | .561     | .955  | 331   | 20       | 9     | 0     | 4     | 13   |
| 2003           | STL            | 23             | 157   | 685   | 591   | 137   | 212   | 51      | 1       | 43    | 124   | 5     | 1     | 79    | 65    | .359  | .439     | .667     | 1.106 | 394   | 13       | 10    | 0     | 5     | 12   |
| 2004           | STL            | 24             | 154   | 692   | 592   | 133   | 196   | 51      | 2       | 46    | 123   | 5     | 5     | 84    | 52    | .331  | .415     | .657     | 1.072 | 389   | 21       | 7     | 0     | 9     | 12   |
| 2005           | STL            | 25             | 161   | 700   | 591   | 129   | 195   | 38      | 2       | 41    | 117   | 16    | 2     | 97    | 65    | .330  | .430     | .609     | 1.039 | 360   | 19       | 9     | 0     | 3     | 27   |
| 2006           | STL            | 26             | 143   | 634   | 535   | 119   | 177   | 33      | 1       | 49    | 137   | 7     | 2     | 92    | 50    | .331  | .431     | .671     | 1.102 | 359   | 20       | 4     | 0     | 3     | 28   |
| 2007           | STL            | 27             | 158   | 679   | 565   | 99    | 185   | 38      | 1       | 32    | 103   | 2     | 6     | 99    | 58    | .327  | .429     | .568     | .997  | 321   | 27       | 7     | 0     | 8     | 22   |
| 2008           | STL            | 28             | 148   | 641   | 524   | 100   | 187   | 44      | 0       | 37    | 116   | 7     | 3     | 104   | 54    | .357  | .462     | .653     | 1.114 | 342   | 16       | 5     | 0     | 8     | 34   |
| 2009           | STL            | 29             | 160   | 700   | 568   | 124   | 186   | 45      | 1       | 47    | 135   | 16    | 4     | 115   | 64    | .327  | .443     | .658     | 1.101 | 374   | 23       | 9     | 0     | 8     | 44   |
| 2010           | STL            | 30             | 159   | 700   | 587   | 115   | 183   | 39      | 1       | 42    | 118   | 14    | 4     | 103   | 76    | .312  | .414     | .596     | 1.011 | 350   | 23       | 4     | 0     | 6     | 38   |
| 2011           | STL            | 31             | 147   | 651   | 579   | 105   | 173   | 29      | 0       | 37    | 99    | 9     | 1     | 61    | 58    | .299  | .366     | .541     | .906  | 313   | 29       | 4     | 0     | 7     | 15   |
| 2012           | LAA            | 32             | 154   | 670   | 607   | 85    | 173   | 50      | 0       | 30    | 105   | 8     | 1     | 52    | 76    | .285  | .343     | .516     | .859  | 313   | 19       | 5     | 0     | 6     | 16   |
| 2013           | LAA            | 33             | 99    | 443   | 391   | 49    | 101   | 19      | 0       | 17    | 64    | 1     | 1     | 40    | 55    | .258  | .330     | .437     | .767  | 171   | 18       | 5     | 0     | 7     | 8    |
| 2014           | LAA            | 34             | 159   | 695   | 633   | 89    | 172   | 37      | 1       | 28    | 105   | 5     | 1     | 48    | 71    | .272  | .324     | .466     | .790  | 295   | 28       | 5     | 0     | 9     | 11   |
| 2015           | LAA            | 35             | 157   | 661   | 602   | 85    | 147   | 22      | 0       | 40    | 95    | 5     | 3     | 50    | 72    | .244  | .307     | .480     | .787  | 289   | 15       | 6     | 0     | 3     | 10   |
| 2016           | LAA            | 36             | 152   | 650   | 593   | 71    | 159   | 19      | 0       | 31    | 119   | 4     | 0     | 49    | 75    | .268  | .323     | .457     | .780  | 271   | 24       | 2     | 0     | 6     | 6    |
| 2017           | LAA            | 37             | 149   | 636   | 593   | 53    | 143   | 17      | 0       | 23    | 101   | 3     | 0     | 37    | 93    | .241  | .286     | .386     | .672  | 229   | 26       | 2     | 0     | 4     | 5    |
| 2018           | LAA            | 38             | 117   | 498   | 465   | 50    | 114   | 20      | 0       | 19    | 64    | 1     | 0     | 28    | 65    | .245  | .289     | .411     | .700  | 191   | 12       | 2     | 0     | 3     | 3    |
| 2019           | LAA            | 39             | 131   | 545   | 491   | 55    | 120   | 22      | 0       | 23    | 93    | 3     | 0     | 43    | 68    | .244  | .305     | .430     | .734  | 211   | 21       | 3     | 0     | 8     | 1    |
| 2020           | LAA            | 40             | 39    | 163   | 152   | 15    | 34    | 8       | 0       | 6     | 25    | 0     | 0     | 9     | 25    | .224  | .270     | .395     | .665  | 60    | 4        | 1     | 0     | 1     | 1    |
| MLB 통산: 20년 | MLB 통산: 20년 | MLB 통산: 20년 | 2862  | 12394 | 10839 | 1843  | 3236  | 669     | 16      | 662   | 2100  | 114   | 41    | 1331  | 1304  | .299  | .377     | .546     | .924  | 5923  | 399      | 108   | 1     | 115   | 312  |

- 시즌 기록 중 굵은 글씨는 해당 시즌 최고 기록

## 미국 언론의 평가
- 푸홀스, '전설의 홈런왕' 루스의 복사판 2006-08-23
- 푸홀스, 역대 6번째 '미스터 퍼펙트 2006-11-01
- 푸홀스, 감독들이 뽑은 가장 무서운 타자 2008-04-25 22:00
- 푸홀스가 역사상 가장 완벽한 선수?(ESPN.com 한글번역) 2009년 4월 25일
- 푸홀스는 역대 가장 완벽한 선수(CNN SI지) 2009-7-13
- 푸홀스는 완벽한 선수의 대명사(ESPN.com) July 13, 2009
- ML 선수들이 가장 무서워하는 타자는 푸홀스 2009-08-14
- 2000년대의 MVP는 앨버트 푸홀스(Sports illustrated) 2009.09.17
- MLB 2000년대 최고선수는 푸홀스(Sporting News) Sep. 24, 2009
- MLB 강타자 푸홀스, 2000년대 최고 선수(Sports illustrated) 2009-12-13
- 2000년대 최고선수는 푸홀스(ESPN.com) December 14, 2009
- 2000년대 최고 빅리거 설문...푸홀스 1위 2009-12-21
- 2000년대 최고의 야구황제는 푸홀스(로이터통신)[깨진 링크(과거 내용 찾기)] 2009-12-21
- 2000년대 ML 최고의 1루 수비수는 푸홀스 2009-12-22
- 푸홀스는 00년대 압도적인 최우수선수(ESPN.com) December 23, 2009
- 2000년대 최고선수로 푸홀스를 선정 (MLB.COM 공식 홈페이지)[깨진 링크(과거 내용 찾기)] 2009-12-30
- 앨버트 푸홀스의 가치는 연봉 5,000만달러(550억원)[깨진 링크(과거 내용 찾기)] 2010-04-28

## 한국 언론의 평가
- 세계 최고 선수 '푸홀스의 야구사' 2009-11-27
- 앨버트 푸홀스의 '위대한 10년' 2011-01-12

## MVP 역사
- 푸홀스는 31세의 나이에 이미 MVP 3회 수상으로 역대 공동 2위이며 MVP 투표에서 2위에 오른 것도 4번으로 이 수치는 테드 윌리엄스 등과 함께 역대 공동 1위에 해당한다. 11시즌 중 7시즌동안 MVP 투표에서 1위 혹은 2위를 차지했으며 10시즌동안 MVP 투표 5위 내에 위치했다.